# Polyrhachis machaon
Polyrhachis machaon é uma espécie de formiga do gênero Polyrhachis, pertencente à subfamília Formicinae.